# Alternative
Als Alternative (lateinisch alter, „der eine, der andere“, zu lateinisch alternare, „abwechseln“) wird im engeren Sinne die Möglichkeit zur Entscheidung zwischen zwei Handlungsvarianten, Wirtschaftsobjekten oder Sachverhalten im Sinne einer Entweder-oder Entscheidung bezeichnet.
Das Substantiv Alternative wurde im 17. Jahrhundert aus französisch alternative entlehnt. Die ursprüngliche Bedeutung war „abwechselnd, eine andere Möglichkeit bildend“.
Im weiteren Sinne umfasst der Begriff auch mehr als zwei vorhandene Möglichkeiten. Demnach ist die Alternative die „Entscheidung zwischen zwei [oder mehr] Möglichkeiten; Möglichkeit des Wählens zwischen zwei [oder mehreren] Dingen; eine von zwei oder mehr Möglichkeiten oder eine andere als die bisher ins Auge gefasste.“ Dies geschah durch den Einfluss der englischen Sprache und der dort üblichen weiteren Begriffsverwendung.

## Entscheidungstheorie
Die Alternative ist in der Entscheidungstheorie ein zentraler Begriff. Es wird vorausgesetzt, dass ein Entscheidungsträger mindestens zwei Alternativen benötigt, wobei die eigentliche Entscheidung in der Auswahl von einer dieser Alternativen besteht. Folglich handelt es sich nicht um eine Entscheidung, wenn lediglich eine Handlungsmöglichkeit zur Verfügung steht.
Jede Entscheidung wird im Rahmen eines Ziels getroffen. Dabei wird in Unternehmen das Unternehmensziel, bei Staaten das Staatsziel und bei Privatpersonen das persönliche Ziel beachtet. Bei der Auswahl einer Alternative werden die Merkmale jeder Alternative im Hinblick auf ihre Eignung für die Zielerfüllung und ihre Auswirkung auf die Veränderung des Umweltzustands (Konsequenzen) untersucht. Jede Handlung (englisch act) im Sinne der Entscheidungstheorie hat andere Konsequenzen, die als Ergebnisse (englisch outcome) bezeichnet werden. Ein Entscheidungsproblem wird durch die Frage charakterisiert, welche Handlung aus einer Menge mehrerer, sich gegenseitig ausschließender Alternativen gewählt werden soll. „Nichts tun“, also den Status quo beibehalten, wird dabei als Alternative angesehen.
Dabei gibt es mindestens zwei Gründe dafür, ein Merkmal als entscheidungsirrelevant zu erachten: Entweder hat das Merkmal keinen Einfluss auf die Bewertung möglicher Umweltzustände (dem Entscheidungsträger ist es gleichgültig, ob das Merkmal realisiert ist oder nicht) oder die Entscheidung hat keinen Einfluss auf die Realisierung des Merkmals (die bedingten Wahrscheinlichkeiten dafür, dass es sich realisiert, stimmen vor der Auswahl der Alternativen überein).

### Überblick
Entscheidungen werden in allen menschlichen Lebensbereichen getroffen.
| Wirtschaftssubjekt                               | Ziel              | Entscheidung |
| ------------------------------------------------ | ----------------- | --- |
| Privatperson                                     | persönliches Ziel | Kinder: Freundschaft schließen, Hobbys, Lernen, Spielen, Sport treiben Schüler: Ausbildung, Berufswahl, Bildung, Studium Erwachsene: Berufswahl, Bildung, Eheschließung, Ehescheidung, Erziehung, Existenzsicherung, Gesunderhaltung, Hobbys, Karriere, Konsumverhalten |
| Unternehmen                                      | Unternehmensziele | Führungskräfte, Manager: konstitutive Entscheidungen und operative Entscheidungen in allen betrieblichen Funktionen und Geschäftsprozessen |
| Staat, Behörden, Gerichte, Gebietskörperschaften | Staatsziele       | Entscheidungen durch Regierung und öffentliche Verwaltung Gerichtsurteile durch die Gerichtsbarkeit |

Ein klassisches Entscheidungsproblem für Schüler besteht darin, zwischen den Alternativen Spielen oder Hausaufgaben zu wählen. Spielen erfüllt das kurzfristige Ziel des Spieltriebs, aber vernachlässigt das langfristig wichtigere Bildungsziel, das über Beruf und Karriere entscheidet. Neigen Schüler eher zum Spielen, fehlt bei der Auswahl die rationale Priorisierung.

### Informationen
Bevor ein Entscheidungsträger eine Entscheidung trifft, muss er sich Informationen beschaffen, aus denen neben den möglichen Alternativen auch deren jeweilige Eintrittswahrscheinlichkeiten hervorgehen. Im Regelfall steht ihm lediglich unvollständige Information zur Verfügung, so dass er eine Entscheidung unter Risiko, Entscheidung unter Ungewissheit oder Entscheidung unter Unsicherheit, nicht jedoch eine Entscheidung unter Sicherheit, treffen kann. Nur bei letzterer gibt es keine Gefahr einer Fehlentscheidung, weil eine vollständige Information vorliegt und deshalb die vorgesehenen Konsequenzen mit Sicherheit eintreffen werden.

### Beispiel
Hat eine Person Durst, so entsteht über diese Mangelerscheinung ein Bedürfnis, dass sich zum Bedarf konkretisiert und bei vorhandener Kaufkraft in eine Güternachfrage transformiert wird. Nun steht eine Kaufentscheidung an, die auf dem Ziel der Gesunderhaltung beruhen soll. Durch ihr bisheriges Konsumverhalten verfügt sie im Regelfall über ausreichende (aber wegen mangelnder Markttransparenz nicht vollständige) Informationen, so dass sie zwischen den Alternativen alkoholfreie und alkoholische Getränke sowie Speiseeis wählen könnte. Mit dem Ziel der Gesunderhaltung im Blick, wird sie sich für ein alkoholfreies Getränk entscheiden. Die Auswahl an Getränken ist jedoch immer noch groß.
| Bedarf        | Kaufalternativen                                                | Kaufentscheidung mit Zielorientierung |
| ------------- | --------------------------------------------------------------- | ------------------------------------- |
| Durst         | alkoholfreies Getränk oder alkoholisches Getränk oder Speiseeis | Mineralwasser                         |
| Hunger        | Lebensmittel oder Nahrungsmittel oder Süßwaren                  | gemischter Salat                      |
| Kapitalbedarf | Eigenkapital oder Fremdkapital oder Mezzanine-Kapital           | Eigenkapital durch Sparen             |

Ein Privathaushalt hat bei Kaufentscheidungen des Alltags meist eine Vielzahl von Alternativen zur Verfügung, so dass letztlich der Kaufpreis, die Präferenzen und die Zahlungsbereitschaft den Ausschlag geben.

## Wortverwendungen
Das Wort „Alternative“ kommt in Komposita wie beispielsweise Alternativmedizin, Alternative Fakten, Alternative Investments oder Alternativer Risikotransfer vor und soll deren Begriffsinhalte von den klassischen Ursprungsformen unterscheidbar machen. So bietet die Alternativmedizin Behandlungsmethoden und Diagnosekonzepte, die sich als Alternative oder Ergänzung zu wissenschaftlich begründeter Medizin verstehen.

### Adjektivalternativ
Das zugehörige Adjektiv lautet alternativ. Es ist seit dem 15. Jahrhundert belegt, zunächst als lateinisches Adverb alternative und in der Bedeutung „zwischen zwei Möglichkeiten die Wahl lassend, eine zweite Möglichkeit bildend“. Die heutige Schreibweise alternativ ist seit dem 18. Jahrhundert belegt. Unter dem Einfluss des Französischen kam es zu einer Bedeutungsausweitung im Sinne von „wahlweise, zwischen zwei oder mehreren Möglichkeiten die Wahl lassend“.
Das Adjektiv alternativ spielte im 18. und 19. Jahrhundert keine bedeutende Rolle. In der zweiten Hälfte des 20. Jahrhunderts entwickelte sich jedoch unter dem Einfluss des amerikanischen Englischen die Bedeutung „konkurrierend mit den bestehenden Normen“ beziehungsweise „eine andere Lebensweise vertretend, für als menschen- und umweltfreundlicher angesehene Formen des [Zusammen]lebens eintretend“ Alternative als Personen sind in diesem Sinne Teile einer Alternativbewegung.

### Adjektivalternativlos
Das Adjektiv alternativlos in der Bedeutung „keine Alternativlösung zulassend, keine andere Möglichkeit bietend, ohne Alternative“ wurde nach seinem Gebrauch im politischen Diskurs – im Sinne der behaupteten Alternativlosigkeit eines Vorschlages oder einer Vorgehensweise – von der Gesellschaft für deutsche Sprache zum Unwort des Jahres 2010 gekürt. Der Juryleiter und Germanist Horst Dieter Schlosser zur Begründung:

„Das Wort suggeriert sachlich unangemessen, dass es bei einem Entscheidungsprozess von vornherein keine Alternativen und damit auch keine Notwendigkeit der Diskussion und Argumentation gebe.“

Schlosser sah bereits im Vorfeld der Entscheidung alternativlos als „das ‚Basta‘ der Merkel-Regierung“ und verglich dabei die Wortwahl der amtierenden Bundeskanzlerin Angela Merkel mit der ihres Amtsvorgängers Gerhard Schröder.
Der Politikwissenschaftler Herfried Münkler bemerkte dazu, und mit Hinweis auf den Begriff der Deliberation, bereits 2009:

„[…] was mit Alternativlosigkeit kommuniziert wird[:] Das ist das Vortragen von Sachzwang und Zeitdruck, indem einem im Prinzip nichts anderes übrig bleibe, als so zu agieren, wie man agiere. Das widerspricht aber eigentlich den Grundprinzipien von Politik und Demokratie, nämlich zu deliberieren, um auf der Grundlage des Nachdenkens, des Reflektierens, des Erwägens von Alternativen dann eine Entscheidung zu treffen.“

Im deutschen Gesetzgebungsverfahren ist es üblich, einen Gesetzentwurf als alternativlos zu bezeichnen („Alternativen: Keine“).

## Wissenschaftstheorie
In der Wissenschaftstheorie kann auf Karl Popper verwiesen werden, der betont, dass ein hypothetischer Sachzusammenhang nicht „bewiesen“ werden könne, z. B. nicht durch Mangel an Alternativen, sondern dass die Hypothese auch in diesem Fall nur „falsifiziert“ werden könne, und zwar durch ein konkretes Experiment.